# 北海道大学大学院農学研究院・大学院農学院・農学部

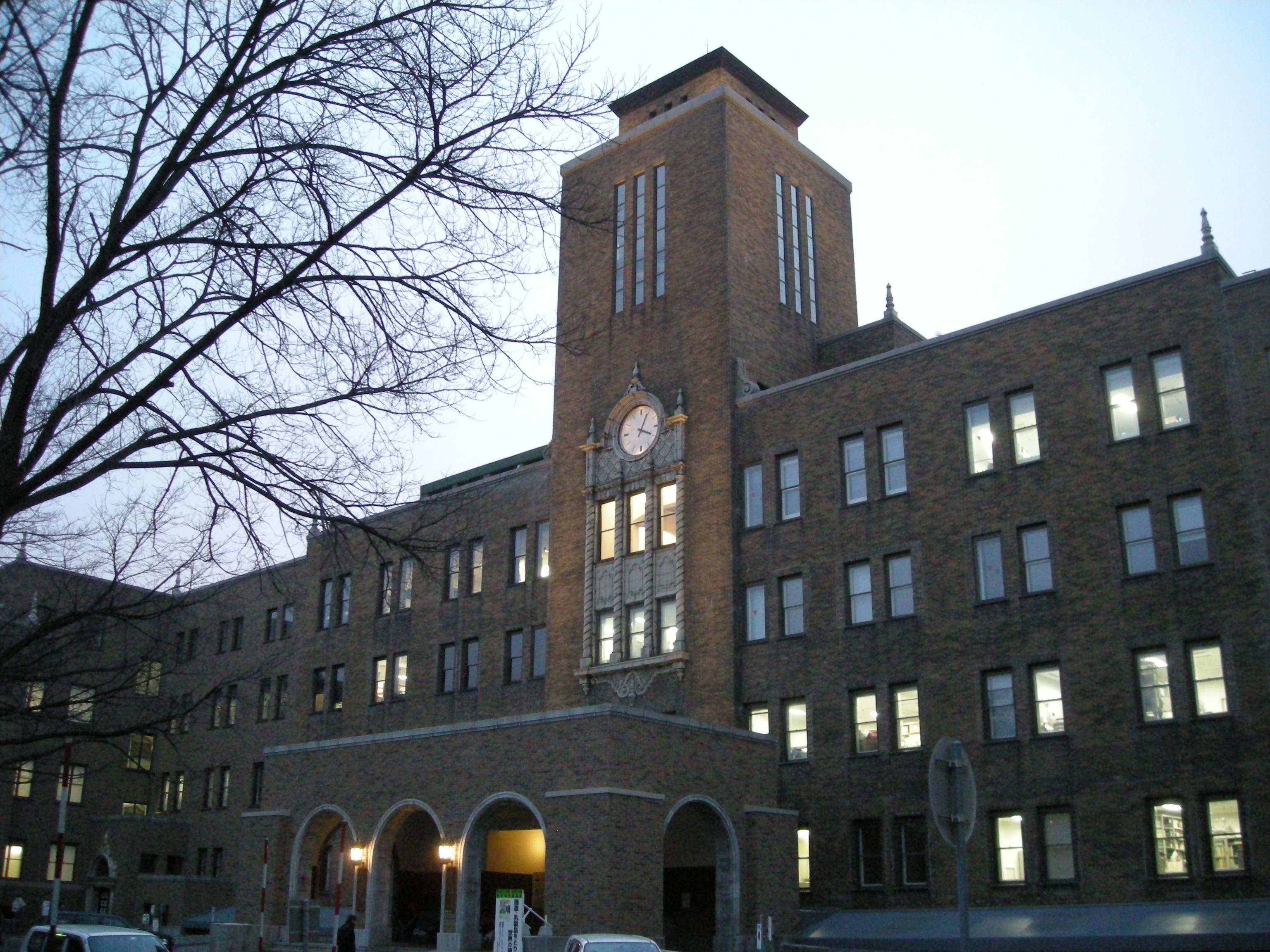
農学部棟（札幌キャンパス）

北海道大学大学院農学研究院（ほっかいどうだいがくだいがくいんのうがくけんきゅういん、英称:School of Agriculture）および北海道大学大学院農学院（ほっかいどうだいがくだいがくいんのうがくいん、英称:Graduate School of Agriculture）は、北海道大学大学院に設置される研究科以外の組織の一つである。また、北海道大学農学部（ほっかいどうだいがくのうがくぶ、英称:School of Agriculture）は、北海道大学に設置される学部の一つである。

## 概要

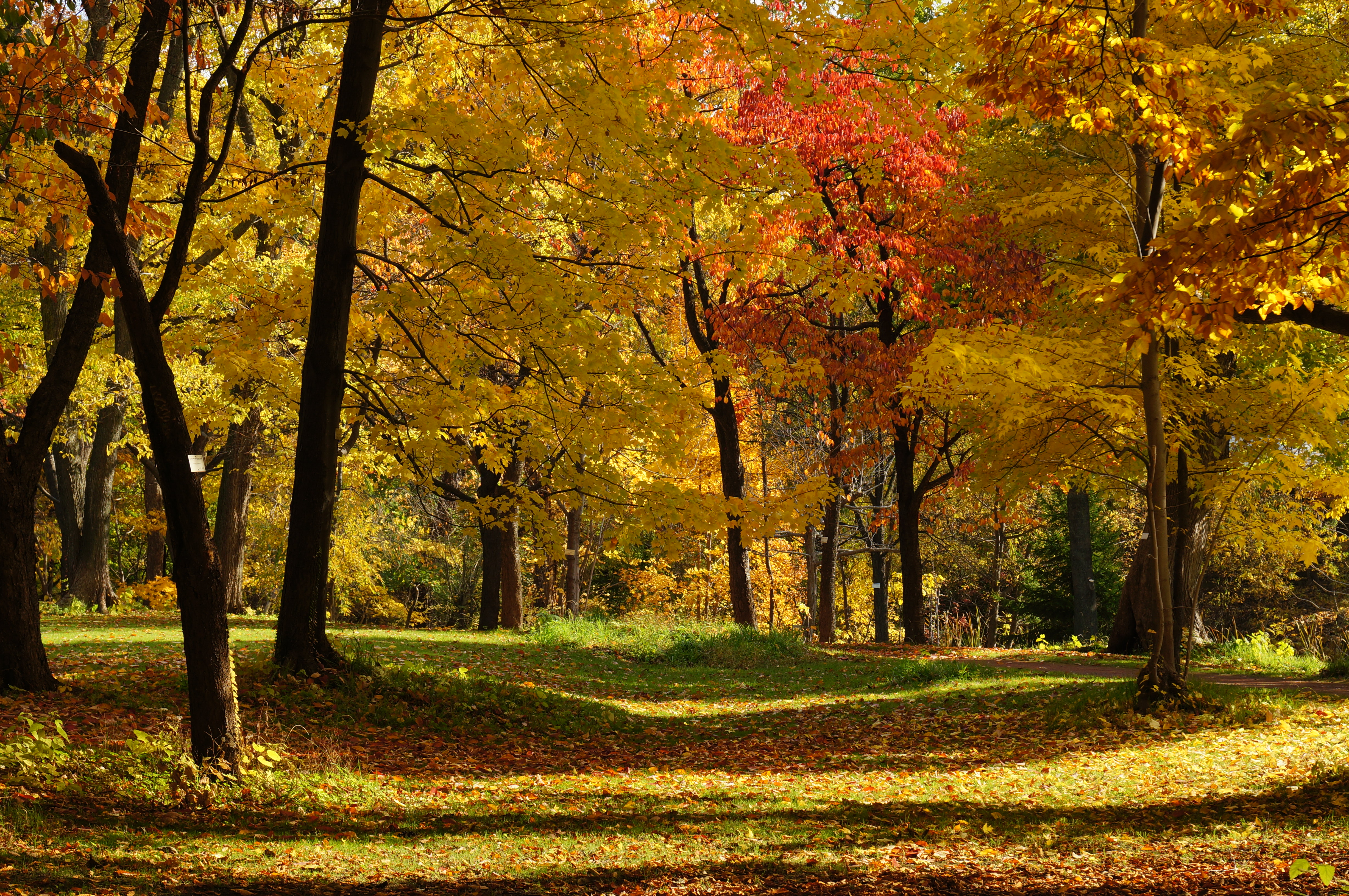
北海道大学植物園

北海道大学農学部は、北海道大学に設置される学部の一つである。19世紀後半に設立された札幌農学校を起源とし、初代札幌農学校教頭ウィリアム・スミス・クラークの"lofty ambition"の理念を受け継ぎ、世界の農学分野をリードする人材の輩出を行ってきた。

## 沿革
- 1872年 - 開拓使仮学校設立[1]。
- 1876年 - 札幌農学校と改称。札幌農学校第一農場、札幌農学校第2農場を設置[1]。
- 1878年 - 演武場（現札幌市時計台）を建設[3]。
- 1884年 - 植物園を設置[1]。
- 1907年 - 東北帝国大学農科大学に改組[1]。
- 1918年 - 北海道帝国大学農科大学に改組[1]。
- 1919年 - 北海道帝国大学農学部に改組[1]。
- 1936年 - 陸軍特別大演習実施に当たり大本営が設けられる。昭和天皇の行在所（宿泊所）となる[4]。
- 1953年 - 大学院農学研究科を設置[1]。
- 1999年 - 大学院重点化が完了[1]。
- 2001年 - 附属植物園、博物館、附属牧場、附属農場、附属演習林を北海道大学北方生物圏フィールド科学センターに移管[1]。

## 学科
- 入学定員215人[5]
  - 生物資源科学科[5]
  - 応用生命科学科[5]
  - 生物機能化学科[5]
  - 森林科学科[5]
  - 畜産科学科[5]
  - 生物環境工学科[5]
  - 農業経済学科[5]

## 著名な出身者

### 政治
- 鉢呂吉雄 - 元経済産業大臣、立憲民主党参議院議員
- 舟山康江 - 元農林水産大臣政務官、国民民主党参議院国会対策委員長
- 稲田昌植 - 元拓務政務次官、元全日本スキー連盟会長
- 東海林稔 - 元衆議院議員、元群馬県農地部長
- 松浦栄 - 元衆議院議員、元茨城県内務部長
- 村上清治 - 元衆議院議員、元上郷村長
- 北村暢 - 元参議院議員、元全農林労働組合中央執行委員長
- 加賀操 - 元参議院議員、元北海道薬農工業会社社長
- 佐藤惣之助 - 元貴族院議員
- 堀達也 - 元北海道知事、元北海道副知事
- 志村和雄 - 元小樽市長、元小樽市助役
- 小山健一 - 元北見市長、元北見市住宅部長
- 林芳男 - 元滝川市長、元北海道林務部長
- 板谷実 - 元苫小牧市長、元北海道議会議員
- 上野晃 - 元登別市長、元北海道胆振支庁長
- 小原豊明 - 元二戸市長、元環境庁国立公園課長
- 倉成淳 - 奥州市長、元カルピス執行役員
- 老松博行 - 大仙市長、元大仙市副市長
- 浮谷竹次郎 - 元市川市長、元北総鉄道支配人
- 倉嶋清次 - 笛吹市長、元農林水産省情報化対策室長
- 末原貫一郎 - 元彦根市長、元敦賀市長
- 石橋寛久 - 元宇和島市長、元宇和島市議会議員
- 寺島光一郎 - 元乙部町長、元全国町村会副会長
- 村松二郎 - 元新潟県議会議長、元大島村村長

### 行政
- 三次啓都 - 国際連合食糧農業機関事務局長補兼林業局長、元国際協力機構農村開発部長
- 東園基文 - 元神社本庁統理、元宮内庁掌典長
- 丹羽七郎 - 元内務次官、元社会局長官
- 粗信仁 - 元駐スリランカ大使、元国際協力機構理事
- 田辺勝正 - 元農林省農地局管理部長、元北海道拓殖短期大学学長
- 佐々木昭博 - 元農林水産省農林水産技術会議事務局長、元農業・食品産業技術総合研究機構副理事長、元福島県農業総合センター所長
- 別所智博 - 元農林水産省技術総括審議官、元農林水産政策研究所長
- 伴次雄 - 元林野庁長官、元緑資源機構理事長、元全国森林レクリエーション協会理事長
- 小関正彦 - 元国土交通省都市局長、日本ビルヂング経営センター理事長
- 寺田一壽男 - 元北海道副知事、元学校法人東日本学園理事長
- 麻田信二 - 元北海道副知事、元学校法人酪農学園理事長
- 山本武 - 元北海道教育長、元学校法人札幌学院大学理事長
- 柵木環 - 元山梨県副知事、元農林水産省福島復旧復興対策調整官
- 駒井徳三 - 元満州国国務院総務庁長官、元大同学院院長
- 大刀豊 - 元札幌市交通局長、元札幌副都心開発公社社長

### 経済
- 小坂達朗 - 元中外製薬会長兼CEO、日本経団連審議員会副議長、元日本製薬工業協会副会長、日本オープンイノベーション大賞文部科学大臣賞
- 佐藤貢 - 元雪印乳業社長、元学校法人酪農学園理事長
- 長崎次郎 - 元新教出版社社長
- 長澤太郎 - 元日本製乳社長、岐阜大学名誉教授
- 長沼修 - 元北海道放送社長、元札幌ドーム社長
- 中山悠 - 元明治乳業社長、元日本乳業協会会長
- 橋谷義孝 - 元日本発酵工業社長、元吹田商工会議所会頭
- 伴素彦 - 元日本製粉社長、元全日本スキー連盟会長、JOCスポーツ賞JOCオーダー
- 古谷周三 - JA三井リース社長、元農林中金総合研究所社長、リース事業協会会長
- 松沢幸一 - 元キリンビール社長、明治屋社長、日本洋酒輸入協会理事長
- 松山茂助 - 元日本麦酒（現サッポロビール）社長
- 山下弘 - 元ニッカウヰスキー社長
- 森田松太郎 - 元朝日監査法人理事長、元全国農業協同組合中央会JA全国監査機構監査委員長
- 山下太郎 - アラビア石油創業者

### マスコミ
- 中西太 - 元日本テレビ放送網営業企画部担当副部長
- 津田喜章 - NHKアナウンサー
- 栗原望 - NHKアナウンサー
- 林美香子 - 元札幌テレビ放送アナウンサー、元慶應義塾大学特別研究教授
- 杉山真一 - 東海テレビ放送アナウンサー
- 堀田昌郎 - 元中部日本放送社長
- 大橋鎭子 - 元暮しの手帖社社長

### 研究
- 浅野孝 - 環境工学、カリフォルニア大学デービス校名誉教授、ストックホルム水賞
- 足羽進三郎 - 農学、北海道大学名誉教授
- 淺川昭一郎 - 園芸緑地学、北海道大学名誉教授、上原敬二賞、北村賞
- 足立仁 - 農学、元台北帝国大学教授
- 阿部永 - 哺乳類学、元北海道大学教授、元日本哺乳類学会会長、日本哺乳類学会賞
- 石城謙吉 - 動物生態学、北海道大学名誉教授
- 伊藤誠哉 - 植物病理学、元北海道大学総長、元日本学士院会員、文化功労者
- 伊藤俊夫 - 農業経済学、北海道大学名誉教授、元日本学術会議会員、北海道文化賞
- 市川厚一 - 獣医学、元北海道帝国大学教授、帝国学士院賞
- 磯永吉 - 作物育種学、元台北帝国大学教授、元中華民国農林庁顧問、日本学士院賞
- 犬飼哲夫 - 動物学、元北海道大学教授、元北海道開拓記念館館長
- 井上泰男 - フランス史、北海道大学名誉教授
- 今田敬一 - 林学、北海道大学名誉教授、元札幌デザイナー学院長
- 上原轍三郎 - 農業経済学、北海道大学名誉教授
- 生方信 - 農芸化学、北海道大学名誉教授
- 江口良友 - 工学、北海道大学名誉教授
- 太田嘉四夫 - 動物学、元北海道大学教授
- 太田原高昭 - 農業経済学、北海道大学名誉教授、元日本農業経済学会会長
- 大塚啓二郎 - 開発経済学、政策研究大学院大学名誉教授、日本学士院会員、紫綬褒章、アメリカ農業経済学会名誉会員
- 岡島秀夫 - 農学、北海道大学名誉教授、日本土壌肥料学会賞
- 岡彦一 - 育種学、国立遺伝学研究所名誉所員、日本農学賞
- 岡光夫 - 農業経済史、同志社大学名誉教授
- 岡村俊民 - 農学、北海道大学名誉教授、農業機械学会功労賞
- 川口栄作 - 養蚕学、元北海道大学教授、元宇都宮大学学長
- 河田雅圭 - 生物学、東北大学教授
- 木原均 - 遺伝学、京都大学名誉教授、元国立遺伝学研究所所長、元日本学士院会員、日本学士院賞恩賜賞、文化勲章
- 草苅仁 - 食料経済学、神戸大学名誉教授、元日本農業経済学会会長
- 小熊捍 - 昆虫学、元北海道大学教授、元国立遺伝学研究所所長
- 梶光一 - 動物学、東京農工大学教授、日本哺乳類学会理事長
- 白井彦衛 - 園芸学、千葉大学名誉教授、日本造園学会賞、北村賞
- 黒柳俊雄 - 農業経済学、北海道大学名誉教授、元日本農業経済学会会長
- 小関隆祺 - 環境学、北海道大学名誉教授
- 齋藤裕 - 動物生態学、北海道大学名誉教授
- 坂上昭一 - 昆虫社会学、北海道大学名誉教授、朝日賞、日本動物学会賞
- 坂爪浩史 - 農業経済学、北海道大学教授、元日本農業経済学会副会長
- 坂村貞雄 - 農学、北海道大学名誉教授、紫綬褒章、読売農学賞
- 坂村徹 - 遺伝学、北海道大学名誉教授、元日本学士院会員、文化功労者
- 佐々木酉二 - 化学、北海道大学名誉教授
- 佐々木喜美子 - 植物生理学、元北海道大学教授
- 佐野輝男 - ウイロイド学、弘前大学名誉教授、日本学士院賞
- 七戸長生 - 農学、北海道大学名誉教授
- 島善鄰 - 農学、元北海道大学学長、紫綬褒章
- 高倉新一郎 - 農業経済学、北海道大学名誉教授
- 高嶋正彦 - 農業経済学、北海道大学名誉教授
- 高橋萬右衛門 - 植物育種学、北海道大学名誉教授、日本学士院賞、文化功労者、日本育種学会賞
- 田口啓作 - 作物育種学、北海道大学名誉教授
- 舘脇操 - 植物学、元北海道大学教授、日本農学賞
- 田所哲太郎 - 農学、北海道大学名誉教授
- 田中義麿 - 遺伝学、元国立遺伝学研究所第一部長、元日本遺伝学会会長、元日本学士院会員
- 玉真之介 - 農業経済学、徳島大学教授、元日本農業経済学会副会長
- 田村正 - 水産学、北海道大学名誉教授、日本水産学会功績章
- 筒浦明 - 地理学者、北海学園大学名誉教授
- 辻井達一 - 植物生態学、元北海道大学教授、ラムサール条約締約国会議ラムサール賞
- 手島寅雄 - 農学、北海道大学名誉教授
- 長尾正人 - 育種学、北海道大学名誉教授、日本学士院賞
- 中島九郎 - 農学、北海道大学名誉教授
- 中村太士 - 生態系管理学、北海道大学教授、元日本森林学会会長、紫綬褒章、みどりの学術賞
- 中村幸彦 - 化学、北海道大学名誉教授
- 野口伸 - 農業工学、北海道大学教授
- 旗手勲 - 歴史学、愛知大学名誉教授、日経・経済図書文化賞
- 八戸芳夫 - 農学、北海道大学名誉教授
- 林善茂 - 農業経済学、北海道大学名誉教授
- 早川三代治 - 経済学、元早稲田大学教授
- 日浦勉 - 生態学、東京大学教授
- 平井卓郎 - 林学、北海道大学名誉教授
- 松井博和 - 農芸化学、北海道大学名誉教授、読売農学賞、日本農学賞
- 牧野佐二郎 - 細胞遺伝学、北海道大学名誉教授、元日本学士院会員、日本学士院賞
- 松本巍 - 植物病理学、国立台湾大学名誉教授
- 丸山宗利 - 昆虫学、九州大学准教授
- 桃野作次郎 - 農業経済学、北海道大学名誉教授
- 森樊須 - 動物学、北海道大学名誉教授、日本応用動物昆虫学会賞
- 森本正夫 - 農業経済学、北海学園理事長、日本私立大学協会副会長
- 矢島武 - 農業経済学、北海道大学名誉教授
- 安田健 - 農学、元山階鳥類研究所嘱託、朝日賞
- 山崎亮一 - 農業経済学、東京農工大学名誉教授、元農業問題研究学会代表幹事(学会長)
- 吉田富穂 - 農学、北海道大学名誉教授
- 吉村克二 - 水産学、北海道大学名誉教授
- 綿貫豊 - 動物学、北海道大学教授、日本生態学会大島賞

### 造園
- 加藤雍太郎 - 造園家、元東京都公園協会常務理事、元日本梅の会副会長、日本公園緑地協会北村賞
- 戸野琢磨 - 造園家、元日本造園士会理事長、日本造園学会名誉会員
- 久保貞 - 造園家、元大阪府立大学教授、北村賞
- 下平尾蔀 - 造園家、元北海道開発局帯広開発建設部長、北村賞
- 高野文彰 - 造園家、日本公園緑地協会北村賞、日本造園学会デザイン部門賞
- 橘俊光 - 造園家、元国営明石海峡公園管理センター長、北村賞
- 福羽発三 - 造園家、元宮内技師
- 山本教夫 - 造園家、元国営沖縄記念公園調整官、北村賞

### 文化
- 赤木顕次 - PL教団祐祖、都ぞ弥生作曲者
- 加藤幸子 - 作家、芸術選奨文部大臣賞、芥川賞、毎日芸術賞、新潮新人賞
- 永井するみ - 小説家、新潮ミステリー倶楽部賞、小説推理新人賞、九州さが大衆文学賞
- 谷村志穂 - 小説家、島清恋愛文学賞
- 岩井圭也 - 小説家、野性時代フロンティア文学賞
- 冴桐由 - 小説家、農学者、拓殖大学准教授、太宰治賞
- 山本茂 - ノンフィクションライター、元ボクシング・マガジン編集長
- 三上春海 - 歌人、現代短歌評論賞

### 芸能、スポーツ
- 牟田悌三 - 俳優
- 内田正練 - 水泳選手、1920年アントワープオリンピック日本代表
- 三浦敬三 - プロスキーヤー、内閣総理大臣表彰
- 山田勝巳 - スキージャンプ選手、レークプラシッドオリンピック日本代表